# Heroldstatt
Heroldstatt este o comună din landul Baden-Württemberg, Germania.
1. ↑   https://www.schwaebische.de/landkreis/alb-donau-kreis/heroldstatt_artikel,-neuer-b%C3%BCrgermeister-tritt-im-november-sein-amt-an-_arid,10948963.html Lipsește sau este vid: |title= (ajutor)
2. ↑   https://www.staatsanzeiger.de/staatsanzeiger/wahlen/buergermeisterwahlen/heroldstatt/ Lipsește sau este vid: |title= (ajutor)
3. ↑  Alle politisch selbständigen Gemeinden mit ausgewählten Merkmalen am 31.12.2018 (4. Quartal) (în germană), Statistisches Bundesamt[*], arhivat din original la 10 martie 2019, accesat în 10 martie 2019
4. ↑  Statistisches Landesamt Baden-Württemberg